# Električni automobil
Električni automobil je automobil koji se pokreće elektromotorom, koristeći električnu energiju pohranjenu u akumulatoru, ili drugim uređajima za pohranu energije.  Električni automobili su bili popularni krajem 19. i početkom 20. stoljeća, dok su unapređenja motora s unutarnjim izgaranjem i masovna proizvodnja jeftinijeg vozila na benzin doveli do smanjenja korištenja vozila na električni pogon. Energetske krize 1970-ih i 80-ih dovele su do kratkotrajnog zanimanja za električne automobile, te se sredinom 2000. obnovio interes u proizvodnji električnih automobila, uglavnom zbog zabrinutosti oko ubrzanog povećanja cijene nafte i potrebe za smanjenjem emisije stakleničkih plinova. Od rujna 2011. modeli serijske proizvodnje, dostupni u nekim zemljama, su REVAi, Buddy, Mitsubishi i-MiEV, Nissan Leaf, Smart ED i Wheego Whip LiFe. Leaf i i-MiEV su, s ukupnom prodajom od više od 15.000 jedinica svaki, najprodavaniji električni automobili sposobni za vožnju po autocesti do rujna 2011. I Hrvatska je predstavila svoju inačicu električnog automobila, DOK-ING XD, na autosajmu u Ženevi u ožujku 2010.
Električni automobili imaju nekoliko mogućih prednosti u odnosu na konvencionalne automobile s unutarnjim izgaranjem, koje uključuju značajno smanjenje onečišćenja zraka u gradovima, jer oni ne ispuštaju onečišćenja iz svojih izvora energije tijekom rada, smanjene emisije stakleničkih plinova, ovisno o gorivu i tehnologiji koja se koristi za proizvodnju električne energije za punjenje akumulatora, manju ovisnost o nafti, što je u razvijenim zemljama i zemljama u razvoju uzrok zabrinutosti zbog njihove izloženosti naglim promjenama cijene i poremećaja u opskrbi. Također, za mnoge zemlje u razvoju, a posebno za najsiromašnije u Africi, visoke cijene nafte imaju nepovoljan utjecaj na bilancu plaćanja, ometajući njihov gospodarski rast.
Unatoč potencijalnim prednostima, široko prihvaćanje električnih automobila suočava se s nekoliko prepreka i ograničenja. Električni automobili su znatno skuplji od konvencionalnih vozila s unutarnjim izgaranjem i hibridnih električnih vozila zbog dodatnog troška njihovih litij-ionskih akumulatora. Međutim, cijena akumulatora pada s masovnom proizvodnjom i očekuje se da će nastaviti padati. Druge prepreke za opće korištenje električnih automobila su nedostatak javne i privatne infrastrukture za punjenje i strah vozača od nestanka energije prije dostizanja svog odredišta zbog ograničenog dosega postojećih električnih automobila. Nekoliko vlada je ponudilo političke i gospodarske poticaje za prevladavanje postojećih zapreka, promoviranje prodaje električnih automobila i za financiranje daljnjeg razvoja električnih vozila, isplativijih izvedbi akumulatora i njihovih komponenti. SAD je obećala 2,4 milijarde USD poticaja za razvoj električnih automobila i njihovih akumulatora. Kina je objavila da će osigurati 15 milijardi USD za pokretanje industrije električnih automobila unutar svojih granica. Nekoliko nacionalnih i lokalnih vlasti su uspostavile porezne olakšice, subvencije i druge poticaje kako bi se smanjila neto nabavna cijena električnih automobila i drugih dodataka.

### Povijesno gledano
Električni automobili su uživali u popularnosti između kasnih 1800-tih i ranih 1900-tih. Ovo razdoblje za električne automobile je bilo zlatno zbog toga što su električni automobili davali više komfornosti i jednostavnosti prilikom korištenja nego automobili pokretani fosilnim gorivima. Promjene koje su uslijedile u razvoju automobila s unutarnjim izgaranjem uskoro su dovele navedene prednosti električnog automobila u ozbiljnu krizu te uskoro te prednosti su postale zanemarive.
Razvoj automobila s unutrašnjim izgaranjem doveo je do smanjenja prodaje električnih automobila zbog par razloga – za inicijalno pokretanje cilindara počeo koristio se električni motor, brže punjenje, bolji domet te masovna proizvodnja razlozi su zašto je konvencionalni automobil istisnuo električni automobil.

#### Rana povijest
Prije pojave boljih automobila s unutrašnjim izgaranjem električni su automobili bili odgovorni za mnoge brzinske rekorde i rekorde udaljenosti. Možda najpoznatiji brzinski rekord je 100 km/h – naime prvi automobil koji je probio 100 km/h brzinsku barijeru bio je upravo električni automobil. Ovaj rekord postavio je Camille Jenatzy 29. travnja 1899. u svojem električnom automobilu nalik raketi Jamais Contente kojim je uspio postaviti brzinski rekord od 106 km/h.
Godine 1897. električni automobili pronašli su svoju prvu komercijalnu uporabu kao taksi vozila New York-a. Smanjenje vibracija, buke i neogodnih mirisa te promjene brzine što je u to doba na konvencionalnim automobilima bilo dosta komplicirano dali su električnim automobilima prednost nad svojom konkurencijom. Takokođer u gradskoj vožnji njihov domet kao općeniti nedostatak nije bio od toliko važnosti te su bili preferirani zbog mogućnosti pokretanja bez uporabe ručnog vitla. 
Pula je bila među gradovima u Hrvatskoj koji su prvi imali električne automobile. Nakon što je godinu prije prvi automobil stigao u Pulu, 1901. je stigao prvi električni automobil. Bio je u službi zapovjednika pulskog Arsenala, tj. ratne luke i brodogradilišta. Automobil se sastojao od električnih akumulatora i vozio je samo po tračnicama.
1911. godine New York Times prepoznao je idealnost električnog automobila zbog činjenice da su tiši, ekonomičniji i čišći.

## Usporedba s vozilima s motorom na unutarnje izgaranje
Važan cilj za električna vozila je prevladavanje razlika između troškova razvoja, proizvodnje i rada, u usporedbi s ekvivalentnim vozilima s motorom s unutarnjim izgaranjem.
Kako automobili s unutrašnjim izgaranjem za pokretanje koriste smjesu naftnih derivata (dizel ili benzin) i zraka, tako električni automobili za pokretanje koriste električnu energiju. Električna energija se pohranjuje u baterije unutar automobila stoga je i cijena samog električnog i hibridnog automobila viša nego automobila s unutrašnjim izgaranjem, no cijene baterija počinju lagano padati stoga može i očekivati veći broj električnih automobila u skorijoj budućnosti.
Prednosti električnih automobila nad konvencionalnim automobilima jest lokalno smanjenje zagađenja zraka. Električni se automobili pogone električnom energijom koja ukoliko se dobiva npr. obnovljivim izvorima energije uzrokuje minimalno zagađenje za okoliš. Stupanj iskorištenja električnog automobila je oko 80% dok je iskoristivnost konvencionalnog automobila oko 36%.
Ne koristeći naftu kao sredstvo za dobivanje mobilnosti već električnu energiju uvelike se umanjuje ovisnost o nafti stranih zemalja. 

### Cijena
Električni automobili su općenito skuplji od benzinskih automobila. Glavni razlog tome je visoka cijena automobilskih akumulatora. Čini se da kupci automobila ne žele platiti više za električni automobil. To sprječava masovni prijelaz s benzinskih automobila na električne automobile. Istraživanje koje je proveo Nielsen za Financial Times pokazalo je da 65 posto Amerikanaca i 76 posto Britanaca ne želi platiti mnogo više od cijene benzinskog automobila za električni automobil. Također, izvješće JD Power and Associates tvrdi da oko 50 posto američkih kupaca automobila čak nije spremno potrošiti više od 5.000 USD iznad cijene benzinskih automobila na zeleno vozilo, bez obzira na njihovu zabrinutost za okoliš.
Inicijalna cijena električnog automobila značajno je veća od cijene konvencionalnog automobila čak i nakon uzimanja u obzir subvencije države zbog koristenja električnog automobila koje su dostupne u nekoliko zemalja. Primarni razlog visokoj cijeni je baterija koje sežu i nekoliko stotina dolara.  
U 2013. godini istraživanje Američke agencije za energetsku efikasnost pokazalo je da se cijene baterija smanjuju. Cijena baterije u 2007. godini bila je 1,300 dolara po kWh, no već 2012. godine cijena je pala na svega 300 dolara. Američka agencija za energetiku najavljuje smanjenje cijena baterija na 125 dolara do 2022. godine. Smanjivanje cijene baterija može se postići napretkom u tehnologiju koja se koristi za izradu baterija što će uzrokovati veću kompetentnost električnih i hibridnih vozila.

### Troškovi rada i održavanja
Većina tekućih troškova električnog vozila može se pripisati održavanju i zamjeni akumulatora zbog toga što električno vozilo ima samo oko 5 pokretnih dijelova u svom motoru, u usporedbi s benzinskim automobilom koji ima stotine dijelova u motoru s unutarnjim izgaranjem. Električni automobili imaju skupe akumulatore koji se moraju mijenjati, inače imaju vrlo niske troškove održavanja, posebno u slučaju trenutnog modela utemeljenog na litiju.
Za izračun troškova po prijeđenom kilometru električnog automobila potrebno je dodijeliti novčanu vrijednost trošenju akumulatora. To može biti teško zbog činjenice da će imati nešto manji kapacitet svaki put kada se napuni, i smatra se na kraju radnog vijeka kada vlasnik odluči da njegova učinkovitost više nije prihvatljiva. Čak i tada, "na kraju životnog vijeka", akumulator nije potpuno bezvrijedan jer se može ponovno upotrijebiti, reciklirati ili koristiti kao rezervni.
Budući da je akumulator sastavljen od mnogih individualnih ćelija, koje se ne moraju nužno ravnomjerno trošiti, povremenom zamjenom najgore od njih može se zadržati isti domet vozila.
Vrlo veliki akumulator u Teslinom Roadsteru ima očekivani životni vijek od sedam godina pri tipičnoj vožnji i košta 12.000 USD, ako se danas kupi unaprijed. Vožnja od 64 km po danu tijekom sedam godina, ili 164.500 km, dovodi do potrošnje akumulatora koja košta 0,0734 USD po 1 km ili 4,70 USD po 64 km. Tvrtka Better Place pruža još jednu usporedbu troškova dok očekuju ispunjavanje ugovornih obveza za isporukom baterija, kao i čiste električne energije za punjenje akumulatora po ukupnoj cijeni od 0,05 USD po 1 km u 2010., 0,025 USD po 1 km do 2015. i 0,0125 USD po 1 km do 2020. 64 km vožnje u početku će koštati 3,20 USD i pasti tijekom vremena na 0,80 USD.
U 2010 američka vlada je procijenila da će akumulator s dosegom od 160 km koštati oko 33.000 USD. I dalje postoje nedoumice o trajnosti i dugovječnosti akumulatora.
Nissan procjenjuje da će petogodišnji troškovi rada Leaf-a biti 1.800 USD u odnosu na 6.000 USD za benzinski automobil. Dokumentarni film "en:Who Killed the Electric Car?" pokazuje usporedbu između dijelova koji zahtijevaju zamjenu u automobilima na benzin i električnim automobilima General Motors EV1.

### Troškovi punjenja
Trškovi punjenja električnog automobila ovise o cijeni električne energije- koja varira od države do države. Trošak na punjenje Nissana Leaf u Hrvatskoj prema nižoj tarifi (0.56 kn/kwh) i potrošnji od 21.25 kwh/100 km iznosi 11.9 kn/100 km. Nissan tvrdi da cijena servisa nakon 5 godina korištenja Leaf-a iznosi 1,800 dolara (cca 10,000 kn) dok cijena servisa konvencionalnog automobila nakon 5 godina korištenja iznosi 6,000 dolara (cca 33000 kn). Ovi podatci potvrđuju da je iako inicijalno skuplji električni automobil u kasnijim godinama smanjuje cijenu korištenja. Punjenje je na javnim punionicama u Hrvatskoj do svibnja 2019. bilo besplatno, a nakon tog datuma se počelo naplaćivati. Naplatu je prvo uvela tvrtka Tifon na punionicama smještenim na svojim benzinskim postajama. Cijena punjenja AC priključkom je 54,90 kuna po punjenju, a DC priključkom 74,90 kuna po punjenju, a naplata se vrši na blagajni benzinske postaje.
U Europi se punjenje električnih automobila naplaćuje ovisno o brzini priključka punjenja, tj. punjenje na AC priključku je jeftinije dok je punjenje na DC priključku skuplje. Punjenje na High Power Charging DC punionicama koje nude snagu punjenja do 175 kW je najskuplje dok u isto vrijeme nude i najveći komfor i brzinu punjenja. Naplata punjenja se najčešće vrši putem specijaliziranih aplikacija koje osim naplate nude i mogućnost pretraživanja slobodnih punionica. U Hrvatskoj je prvu takvu uslugu vozačima ponudila tvrtka EPunjači. Pretpostavlja se da će naplata punjenja putem aplikacija biti dominantan način naplate punjenja u budućnosti.

### Domet
Može se smatrati da automobili s unutarnjim izgaranjem imaju neograničeni domet, jer oni mogu biti napunjeni gorivom vrlo brzo i gotovo bilo gdje. Električni automobili često imaju manji maksimalni domet po punjenju od automobila koja pokreću fosilna goriva, a punjenje može potrajati znatno dulje. Stoga su mnogi proizvođači označili električni automobil na tržištu kao "dnevno vozilo", pogodno za gradske izlete i druga kratka putovanja. Prosječan Amerikanac vozi manje od 64 km po danu, tako da bi General Motors EV1 bio prikladan za dnevne potrebe za vožnjom oko 90% Amerikanaca. Ipak, ljudi bi mogli biti zabrinuti da će ostati bez energije prije dolaska na odredište.
Domet električnog automobila definiran je njegovom baterijom za razliku od konvencionalnog automobila kod kojeg je domet definiran količinom goriva. Nestankom energenta za pokretanje konvencionalan automobil se jednostavno napuni novom količinom goriva što je relativno brzo, no kod električnog automobila to punjenje traje znatno duže. Stoga je električni automobil isplativiji u vožnje po gradu s puno stani-kreni vožnje.
Mnoga vozila imaju mogućnost brzog punjenja koje je moguće s DC Fast Charging. Ovakvo punjenje električnog automobila može napuniti i 80% baterije za 30 min.
Jedno od mogućih rješenja za mali kapacitet baterije je zamjena baterije. Ideja je da se po prvi put kupi puna baterija te se nakon pražnjenja ne puni već se zamjenjuje s punom baterijom na lokalnoj benziskoj crpki. Pogodnost ovoga modela je fleksibilnost i povećanje dometa. Zamjenom baterije korisnik bi plačao samo razliku. 
Drugo muguće rješenje dolazi od BMW-a. BMW je predstavio svoj električni automobil i-3 koji ima mogućnost povećanja dometa svojim benzinskim motorom. Ideja je da se u slučaju prazne baterije uključi benzinski motor koji bi radio kao agregat te napajao baterije. Dobra stvar oko ove ideje jest ta da takav agregat može raditi u idealnoj točki te kao takav ima i maksimalnu iskoristivost.

### Onečišćenja zraka i emisija ugljičnog dioksida
Električni automobili pridonose čišćem zraku u gradovima, jer oni ne ispuštaju štetne tvari u okolinu, kao što su čestice (čađa), hlapivi organski spojevi, ugljikovodici, ugljični monoksid, ozon, olovo, i razni dušikovi oksidi. Koristi od čistog zraka su najčešće lokalne, zbog toga što su, ovisno o izvoru električne energije koja se koristi za punjenje akumulatora, emisije štetnih tvari u zrak pomaknute na mjesto proizvodnje električne energije.
Električni automobili nisu u potpunosti dobri za okoliš zbog baterija koje su teške, a proizvođaći automobila pokušavaju svoje automobile učiniti što lakšima te moraju koristiti materijale koju su veoma laki, ali i čvrsti kao npr. aluminij i kompoziti ugljičnih vlakana koji iziskuju mnogo energije za proizvodnju. Također sastavni dijelovi baterije koje se koriste u električnim automobilima imaju štetne posljedice za okoliš. Sastavne dijelove baterija litij, nikal i bakar nalazio u zemljinoj kori te za njihovu eksploataciju i obradu potrebno je koristiti mnogo energije što nije efikasno. Nepravilnim rukovanjem tih baterija možemo znatno naštetiti okolišu.

### Energetska učinkovitost
Motori s unutarnjim izgaranjem su relativno neučinkoviti u pretvaranju energije goriva za pogon jer se većina energije troši u obliku topline. S druge strane, elektromotori su učinkovitiji u pretvorbi pohranjene energije u energiju potrebnu za vožnju. Vozila na električnu energiju ne troše energiju dok miruju, a dio od energije izgubljene prilikom kočenja se ponovno koristi kroz regenerativno kočenje, koje koristi do jedne petine energije normalno izgubljene tijekom kočenja. Obično konvencionalni benzinski motori učinkovito koriste samo 15% energetskog sadržaja goriva za kretanje vozila ili za napajanje dodatne opreme. Dizelskim motorima može se dosegnuti učinkovitost od 20%, dok je učinkovitost vozila na električni pogon oko 80%.

## Ubrzanje i kočenje
Električni motori imaju veliku snagu u odnosu prema masi. Električni automobili mogu koristiti za svaki kotač po jedan motor, što omogućava bolju raspodjelu snage i aktivnost prilikom skliskih uvjeta. Postavljanje električnih motora koji su direktno vezani za kotače smanjuje broj pokretnih dijelova što povećava i ovako veliku iskoristivost elekričnih motora (95%). Kočenje kod električnih automobila ima jednu veliku prednost. Protustrujno kočenje je vrsta kočinje električnih motora kod koji stroj razvija motorski moment u jednu stranu, a vrti se u drugu stranu, što za posljedicu ima – kočenje bez diranja papučice kočnice već samim dizanjem noge s papučice gasa. Konvencionalne kočnice se i dalje ugrađuju u električne automobila zbog sigurnosti. Drugi način kočenja je regeneracijsko kočenje koje se već koristi u raznim hibridnim automobilima, a ideja je da se prilikom kočenje po principu dinama puni baterija. Ovim kočenjem mogu se akumulirati i do 20% električne energije izgubljene prilikom kočenja.

## Vozila kao ispomoć na mreži
Za ovakav princip punjenja potrebna je "pametna" distibutivna električna mreža no prednosti koje donosi su:
1. Vozila se pune samo kada je vrhunac potrošnje energije nizak.
2. Vozila koja su već puna ili imaju dosta električne energije mogu funkcionirati kao ispomoć u mreži, te na takav način manje opterećivati sustav, odnosno pomagati mu.

## Vanjske poveznice
- Električna akumulatorska vozila Hrvatska tehnička enciklopedija, portal hrvatske tehničke baštine. LZMK

- Rimac Automobili d. o. o. Hrvatska tehnička enciklopedija, portal hrvatske tehničke baštine. LZMK